# Forat del Bunyidor
El Forat del Bunyidor és un avenc del terme municipal de Sant Esteve de la Sarga, al Pallars Jussà.
Està situat al sud del poble de Sant Esteve de la Sarga, en els contraforts septentrionals del Montsec d'Ares, en concret a la part coneguda com a Montsec de Castellnou. És a la part nord del serrat anomenat lo Bunyidor, a 1.194 m. alt., en el costat de llevant de la carena que davalla del Montsec d'Ares.